# Prescriptivismo lingüístico

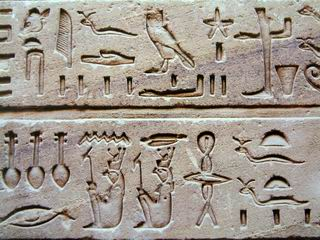
Jeroglífico egipcio.

El prescriptivismo lingüístico o normativismo lingüístico consiste en el establecimiento de reglas para el uso de una lengua. A veces, estas normas se consideran obligatorias para los usuarios, ya sean hablantes o escritores; en otras ocasiones, sólo son recomendaciones. Los autores de estas reglas las ven como una modalidad de estandarización de la lengua. 
En el caso del idioma español, el paradigma de órgano normativo es la Asociación de Academias de la Lengua Española, instituida por iniciativa del presidente de México Miguel Alemán Valdés en 1951. Dentro de esa asociación, la Real Academia Española (RAE) marca las directrices principales.[cita requerida]
En una gramática normativa se establecen las reglas de uso de una lengua, pensadas para alguien que previamente ya sabe hablar esa lengua. Se fija o prescribe lo que se considera correcto y lo incorrecto. En síntesis, se dicta cómo se debe hablar y, sobre todo, escribir. En esta disciplina se supone codificación de las normas de uso. Generalmente se atribuye más valor a la lengua escrita que a la oral, y se prestigian y perpetúan las modalidades literarias y cultas. Según este modelo, entre las categorías lógicas y las gramaticales ocurre similitud o paralelismo. Un concepto opuesto es el de gramática descriptiva, relativa al uso real de una lengua.
Como fenómeno sociológico, el prescriptivismo lingüístico puede ser objeto de estudio en la sociolingüística. También se le vincula habitualmente con el purismo, que consiste en abogar por la defensa contra cualquier influencia externa en una lengua.
Las actitudes respecto de la gramática prescriptiva varían entre los hablantes y escritores de idiomas del mundo. Para muchas lenguas existen instituciones reguladoras, como la RAE para el idioma castellano, o para el idioma francés, la Academie française. Pero, por ejemplo, el inglés carece de una institución equivalente. Aunque se escriben obras prescriptivas para esta lengua, sus autores son personas o agrupaciones privadas, sin respaldo oficial alguno.

## Criterios de la prescripción
La normativa lingüística se basa en una serie de usos expresivos que deben acatarse para hablar y escribir correctamente un idioma. Para la determinación del concepto «correcto» se toman en cuenta los criterios de uso siguientes: [cita requerida]
- Conformación de un sistema lingüístico a partir de su componente etimológico y de su evolución histórica.
- Frecuencia en la lengua literaria.
- Imposición progresiva socialmente aceptada, es decir la «norma culta».[1]

En ocasiones lo normativo admite diferencias según distintas variedades lingüísticas. Ejemplos dentro del territorio de dominio del español:
- El seseo se considera norma culta en Andalucía, Canarias e Hispanoamérica, pero no en el resto de España.
- El voseo se acepta como normativo en Argentina, pero no en España, ni en la mayor parte de Hispanoamérica, etcétera.

## Los lingüistas y el prescriptivismo
- Larry Trask define prescriptivismo así:

Un enfoque para la caracterización gramatical, uno de cuyos objetivos primarios es identificar formas que son consideradas por el analista 'correctas' y proscribir formas y usos percibidos como 'incorrectos'. Los criterios invocados en tal enfoque son necesariamente los seleccionados por el analista y son por tanto esencialmente subjetivos; típicamente incluyen llamamientos a la 'lógica', a factores estéticos, a la tradición o al uso literario [...] La mayoría de los lingüistas modernos probablemente aceptaría que cierto grado de prescriptivismo es necesario para la educación, pero todos rechazarían vigorosamente el prescriptivismo como base de la caracterización gramatical.
- Steven Pinker, en el libro The language Instinct, opina que:

La mayoría de las reglas prescriptivas de los [auto-titulados] expertos del lenguaje no tienen sentido a ningún nivel. Son pedazos de folklore que se originaron por razones excéntricas hace cientos de años y se han perpetuado desde entonces... Las reglas no se atienen ni a la lógica ni a la tradición, y si fueran seguidas forzarían a los escritores a una prosa confusa, torpe, verbosa, ambigua e incomprensible, en la que ciertos pensamientos no son expresables.
En la misma obra dice:
Uno puede elegir obsesionarse con las reglas prescriptivas, pero estas no tienen más que ver con el lenguaje humano que lo que los criterios para evaluar gatos en una exposición de gatos tienen que ver con la biología de los mamíferos.
- Juan Carlos Moreno Cabrera, en su libro La dignidad e igualdad de las lenguas, opina lo siguiente:

Si la moderna ciencia lingüística no apoya esta distinción entre formas correctas o buenas y formas incorrectas o malas de hablar, ¿de dónde surge, pues, este interés en tachar unas hablas de incultas o incorrectas? [...] La idea de que el vulgo inculto habla mal ha sido difundida y alentada desde el poder político y educativo para facilitar que los hablantes de variedades lingüísticas no estándares las abandonen y se sumen a los modelos de habla considerados cultos. De esa manera se consigue, a través de este prejuicio, que el propio pueblo abandone sus formas de hablar de modo voluntario y contribuya a la destrucción de sus propias señas de identidad lingüística (pág. 157).
También expresa:
Desde un punto de vista objetivo y estrictamente lingüístico, no hay nada que haga unas formas de hablar peores o menos dignas que otras. Como observa el profesor Borrego Nieto, las instancias educativas desempeñan aquí un papel crucial. Sería interesante no identificar correcto con normativo. Si no se nos impone una norma, podemos aceptarla libremente, pero debemos tener presente que esa norma no es más correcta que otras posibles simplemente porque la acepten o ensalcen determinadas instancias sociales (pág. 160).
- Noam Chomsky, en una entrevista, declara lo siguiente:

Creo que un prescriptivismo sensato debería formar parte de cualquier educación. [...] Los estudiantes deberían conocer el lenguaje literario estándar con todas sus convenciones, sus absurdos, sus convenciones artificiales y demás porque es un sistema cultural real, e importante. [...] No creo que nadie deba crearles ilusiones sobre qué es. No es mejor ni más sensato. Gran parte de él es una violación de la ley natural. [...] Así que buena parte de lo que se enseña en la lengua estándar es solo una historia de artificialidades, y han de ser enseñadas porque son artificiales.
- Kirsten Malmkjær, en su Enciclopedia de la Lingüística, cita como uno de los cinco principios de la lingüística moderna el siguiente:

La Lingüística no es prescriptiva.
- Según Anthony Kroch:

La lingüística moderna rechaza enteramente el prescriptivismo en el análisis gramatical.
- En opinión de Schieffelin, Woolard y Kroskrity:

La lingüística científica y profesional de final del siglo XX ha rechazado el prescriptivismo de manera casi uniforme y a veces con cierta prepotencia.
- Según James y Lesley Milroy:

[...] los estudiosos de la lingüística... han continuado (en su mayor parte) afirmando o asumiendo que su disciplina es descriptiva y teórica y que no se ocupa de la prescripción. En Europa Occidental y Norteamérica la mayoría de los lingüistas teóricos afirmarían aún que todas las formas de lenguaje son en principio iguales.
- Scott Sadowsky y Ricardo Martínez, en un ensayo titulado «El normativismo y el poder», se sostiene la tesis de que:

«[...] la supuesta norma culta no existe». Afirman que el prescriptivismo o normativismo no forma parte de la Lingüística ni está avalado por esta ciencia, ya que ésta se basa en el estudio de la lengua tal como realmente es, y no tal como a este o aquel autor le gustaría que fuera.